# Rolls-Royce Deutschland
Rolls-Royce Deutschland (Rolls-Royce Alemania en español) es una subsidiaria del fabricante de motores aeronáuticos Rolls-Royce plc, con instalaciones en Dahlewitz (en las afueras de Berlín) y en la Fábrica de Motores de Oberursel (cerca de Fráncfort). Anteriormente era denominada BMW Rolls-Royce (BRR), una empresa conjunta entre BMW y Rolls-Royce establecida en 1990 para producir la familia de motores a reacción BR700. 
Rolls-Royce tomó el control total de la compañía en 2000, renombrándola Rolls-Royce Deutschland. Además de continuar produciendo la familia de turbofanes Rolls-Royce BR700, la filial también participa en el motor Europrop TP400 para el avión de transporte militar Airbus A400M. 
Rolls-Royce Deutschland ha heredado la responsabilidad de los turbofanes de dos ejes Tay, Spey e IAE V2500 y el turbopropulsor Dart de la empresa matriz, lo que permite que la fábrica de Derby se concentre en los turboventiladores civiles de tres ejes. 